# Ballarat International 2006
Die Ballarat International 2006 im Badminton fanden vom 2. bis zum 4. Juni 2006 in Wendouree statt.

## Sieger und Platzierte
| Disziplin    | Gold                              | Silber                       | Bronze                           |
| ------------ | --------------------------------- | ---------------------------- | -------------------------------- |
| Herreneinzel | Nicholas Kidd                     | John Moody                   | Stuart Gomez                     |
| Herreneinzel | Nicholas Kidd                     | John Moody                   | Stuart Brehaut                   |
| Dameneinzel  | Huang Chia-chi                    | Maggie Chan                  | Renuga Veeran                    |
| Dameneinzel  | Huang Chia-chi                    | Maggie Chan                  | Erica Pong                       |
| Herrendoppel | Ross Smith Glenn Warfe            | Ashley Brehaut Roslin Hashim | Brett Thacker Ashley Wilson      |
| Herrendoppel | Ross Smith Glenn Warfe            | Ashley Brehaut Roslin Hashim | Stuart Brehaut Denis Constantin  |
| Damendoppel  | Erin Carroll Susan Dobson         | Angela Crowe Jessica Lyons   | Cheah Foong Meng Louise McKenzie |
| Damendoppel  | Erin Carroll Susan Dobson         | Angela Crowe Jessica Lyons   | Maggie Chan Heseti Mafaufau      |
| Mixed        | Kennie Asuncion Kennevic Asuncion | Raj Veeran Renuga Veeran     | Ashley Brehaut Erin Carroll      |
| Mixed        | Kennie Asuncion Kennevic Asuncion | Raj Veeran Renuga Veeran     | Glenn Warfe Susan Dobson         |